# Nagy Kálmán (festőművész)
Nagy Kálmán (Baja, 1956. május 20. –) festőművész.

## Életpályája
A Bajai Zárdából lett középiskolai leánykollégiumban nőtt fel, amelynek igazgatónője éppen édesanyja. Ezekre a boldog évekre utal több festménye (pl.: Zárda, Emlék, Elfeledett katedrális), illetve egy novellája is (Für Elise).
Hatéves korától külön órákat vett: francia és német nyelvet tanult. 18 éves koráig a bajai Liszt Ferenc Zeneiskolába járt.
Szeretett hangszerét, a klarinétot többször megörökítette képein. Zenéhez fűződő viszonyát fejezi ki a Country song, a Zenetöredék, Varázsklarinét I. és II., valamint a Still my Guitar c. képe.
Tíz-tizenkét évesen már fotózott, laborált apja mellett. Többször egyesítette a fotóit festményeivel.
A bajai Csillagvizsgáló hatására barátaival amatőrcsillagász klubot alapított, és saját készítésű távcsöveiken kémlelték az eget. Erre utalnak a Bolygóközi lét, We are not Alone, Stratosfera, Konstelláció, Meteor, Együttállás c. festményei is.
Sokat olvasott édesanyjának 3 ezer kötetes könyvtárában. Irodalmi élményeire utalnak a következő képei: Maelström poklában, Mistral, Sakknovella, Santiago álma, Szirének éneke.
Négyéves korától szülei tihanyi házában töltötte nyarait. Ezek a gyönyörű nyarak is megjelennek a festményein: Hajó, Vihar, Ezüsthíd, Álomhajó, Tihany.
A bajai III. Béla Gimnáziumban érettségizett. A Pécsi Tanárképző Főiskolán orosz-angol szakon folytatta tanulmányait.
Harmincévesen rajz-ének tanári állást vállalt, majd felvették a szombathelyi Berzsenyi Dániel Tanárképző Főiskola rajz szakára, amit aztán "objektív okok" miatt nem fejezhetett be.[pontosabban?] Ilyenképpen (majdnem) autodidakta festőnek mondható.
Elégtételként élte meg, hogy 1995-ben felvették a Magyar Alkotóművészek Országos Egyesületenek (MAOE) tagjai közé, a felvételi zsűri elnöke: Gyémánt László.
A nyolcvanas években Jack London: Országúton és Jack Kerouac: Úton c. (eredeti nyelven olvasott) művek hatására disszidált Párizsba, a művészet fővárosába, itt kívánt híres festőművésszé válni, azonban elegendő pénz és kapcsolatok híján rövid tartózkodás után "haza disszidált". Erre a kalandra utalnak a következő festményei: Nagy utazás, Nyílt levél önmagamhoz, Párizs felett az ég, La Sainte-Chapelle.
2021-ben képeivel (36 évvel korábbi, részben megvalósult álmaként) újra eljutott Párizsba. Felvették a párizsi székhelyű Artistes de Ménilmontant egyesületbe.
2022-ben egyéni kiállítása nyílt Nizzában.  
Negyven év zalaegerszegi lét után Budapestre költözött.
2022-ben felvételt nyert a Fine Arts Capital művészeti egyesületbe. 
Képei rendszeres szereplőjévé válnak a budapesti egyéni és csoportos kiállításoknak, ahol ő maga zenei előadóként is részt vállal.

## Egyéni kiállítások
- 2022. Budapest, Art 9. Galéria
- 2022. Nizza (FR)
- 2021. Zalaegerszeg (Keresztury Dezső VMK)
- 2021. Budapest, Hotel Unio
- 2020. Budapest, Józsefvárosi Galéria
- 2019. Baja, Bácskai Kultúrpalota
- 2016. Zalaegerszeg, Keresztury Dezső VMK)
- 2014. Budapest, Duna-Part Galéria
- 2013. Zalaszentgrót, VMK
- 2012. Valencia (E)
- 2012. Unterwart (A)
- 2010. Budapest, Libella Galéria
- 2009. London (Watford) (UK)
- 2008. Budapest, West End Galéria
- 2007. Zalaegerszeg, Centro Galéria
- 2006. Zalabér, Műv. Ház
- 2004. Zalaegerszeg, Egzóta Galéria
- 2001. Zalaegerszeg, Városi Hangverseny- és Kiállítóterem
- 1998. Varasd (HR)
- 1997. Veszprém, Képcsarnok
- 1995. Győr, Nemzeti Színház
- 1995. Szombathely, Oladi Műv. Központ
- 1995. Sopron, Várkör Galéria
- 1995. Baja, Újvárosi ÁMK
- 1993. Zalaegerszeg, Hevesi Sándor Színház
- 1992. Pécs, HEMO
- 1991. Baja, HEMO
- 1990. Zalaegerszeg. VMK
- 1988. Rédics, Hetési Csárda

## Csoportos kiállítások
- 2023. Budapest, Golden Duck Gallery
- 2023. Budapest, David Art Gallery
- 2022. Budapest, Golden Duck Gallery
- 2021. Párizs, Artistes de Ménilmontant
- 2021. Szeged, REÖK Palota
- 2021. Sussex Artfair (UK)
- 2018. Zalaegerszeg, Hangverseny,-és Kiállítóterem
- 2016. Zalaegerszeg, Hangverseny,-és Kiállítóterem
- 2012. Imst (A)
- 2012. Székesfehérvár
- 2012. Zalaegerszeg
- 2012. Unterwart (A)
- 2011. Keszthely
- 2009. Krosno (PL)
- 2007. Balatonalmádi, Dunántúli Tárlat
- 2006. Győr, Vas, Zala, Pest, Ausztria
- 2000. Varkaus (FIN)
- 1991. Sankt Pölten (A)
- 1991. Bécs (A), Collegium Hungaricum
- 1991. Freyming-Merlebach (FR)
- 1987. Kecskemét
- 1987. Zalaegerszeg